# Wistycze

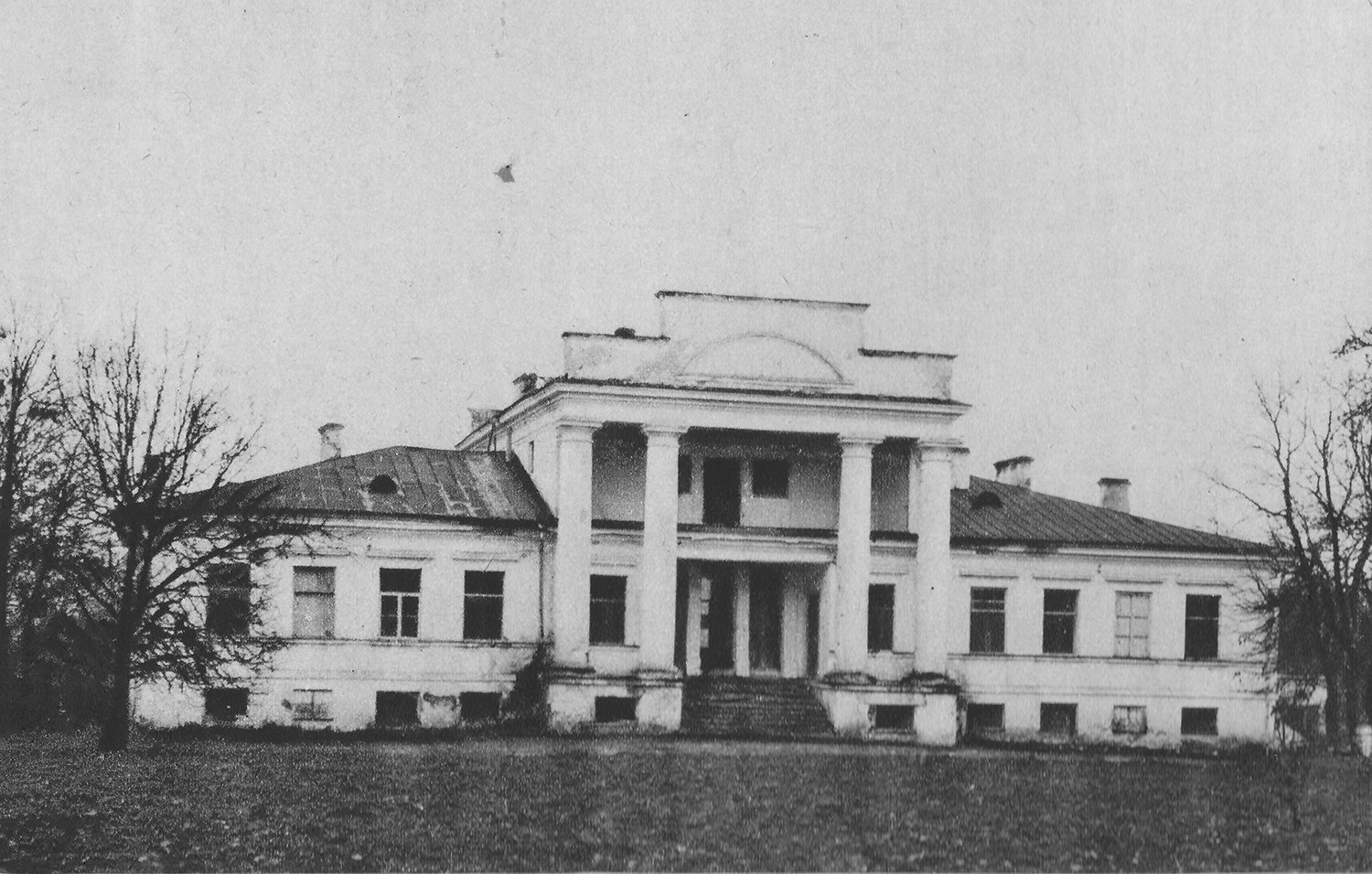
Zdewastowany pałac w latach 20. XX wieku

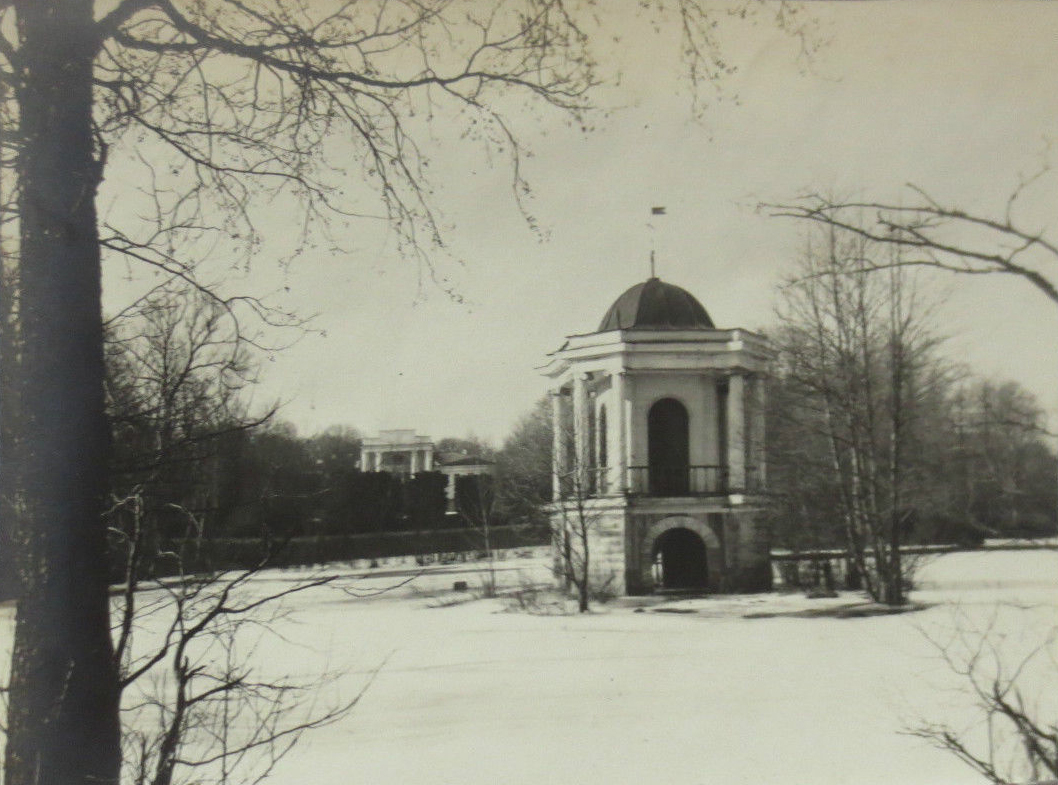
Kaplica, stan w 1916 roku, w tle – pałac

Wistycze (błr. Вістычы; ros. Вистычи, hist. również Wistyce, Wistyca) – agromiasteczko na Białorusi, w rejonie brzeskim obwodu brzeskiego, około 12 km na północ od centrum Brześcia.
Siedziba parafii prawosławnej pw. Podwyższenia Krzyża Pańskiego.
Wieś duchowna położona była w końcu XVIII wieku w powiecie brzeskolitewskim województwa brzeskolitewskiego.

## Historia
Pierwsza znana dziś wzmianka o Wistyczach pochodzi z 1471 roku, gdy właściciel majątku, Jan Nasuta herbu Rawicz, namiestnik podlaski, starosta brzeski ufundował we wsi budowę kościoła. Kolejnym dziedzicem był jego zięć Jan Zabrzeziński (1437–1508), a następnym – jego zięć Jerzy Ilinicz (ok. 1470–1527), marszałek nadworny litewski. Spadkobierczyni części majątku, córka Jerzego, Jadwiga wyszła za Bazylego Jana Józefowicza-Hlebickiego herbu Leliwa, wnosząc dobra w wianie do tego małżeństwa. Drugą żoną Bazylego została Anna Kotowicz. Majątek przeszedł na nią, a następnie po jej ślubie w 1546 roku z Jerzym Tyszkiewiczem (1566–1576) – dołączył do dóbr Tyszkiewiczów. W 1605 roku wzmiankowano istnienie drewnianego kościoła katolickiego, w którym od połowy XVI wieku znajdował się obraz Matki Boskiej Wistyckiej o ponadlokalnym kulcie, w związku z czym miejscowość była ośrodkiem pątniczym. W 1632 roku Wistycze należały do synowej Jerzego, Katarzyny z Siemaszków. Kolejną właścicielką Wistycz była siostra Eustachego, Anna, która wniosła je do majątku jej męża Jana Bohdana Stetkiewicza.
W drugiej połowie XVIII wieku w nieznanych dziś okolicznościach majątek przeszedł na własność Pawła Jagmina (1747 – po 1808), od 1794 roku marszałka szlachty kobryńskiej, wiceadministratora dóbr królewskich Ekonomii Brzeskiej w latach 1785–1795. Paweł, będąc bezdzietnym, zapisał Wistycze swojemu bratankowi, Pawłowi Jagminowi (1794–1865). Paweł za karę za wsparcie powstania styczniowego został zmuszony do sprzedaży 1/7 swojego majątku. Po jego śmierci pozostałe w rodzinie dobra przeszły na jego syna Stanisława (1841 – ok. 1914). Wtedy majątek miał powierzchnię około 582 dziesięcin. Około 1914 roku Wistycze zostały sprzedane Felicji Tyszkiewiczowej, która wkrótce zrujnowane przez wojnę dobra rozparcelowała.
Po III rozbiorze Polski w 1795 roku Wistycze, wcześniej należące do województwa brzeskolitewskiego Rzeczypospolitej, znalazły się na terenie guberni mińskiej Imperium Rosyjskiego. W 1812 roku w pobliżu Wistycz rozegrała się bitwa między wojskami napoleońskimi i rosyjskimi, w której zginęło około dwa tysiące żołnierzy francuskich i tysiąc rosyjskich. Wieś została spalona.
Po ustabilizowaniu się granicy polsko-radzieckiej w 1921 roku Wistycze znalazły się na terenie Polski, w gminie Motykały w powiecie brzeskim województwa poleskiego, od 1945 roku – w ZSRR, od 1991 roku – na terenie Republiki Białorusi.
Już w 1889 roku działała tu szkoła podstawowa. Wtedy uczyło się w niej 64 uczniów, w tym 3 dziewczynki.
We wsi stoi również kolumna, postawiona na cześć Konstytucji 3 maja, wzniesiona w XVIII wieku przez Jagminów. Później, na skutek obaw przed jej zrujnowaniem w czasach powstania, miejscowa ludność przemianowała ją na kolumnę na cześć Matki Boskiej, a po zdjęciu wieńczącego ją orła, umieszczono na niej marmurową figurę Matki Boskiej, która znajdowała się na kolumnie do 1945 roku.
W 1949 roku we wsi uruchomiono kołchoz im. Józefa Stalina, który zmienił nazwę w 1957 roku na „Świt”, w 1969 roku stał się sowchozem, a w 2001 roku – komunalnym przedsiębiorstwem ogrodniczym „Świt”. Obecnie we wsi znajduje się sklep, szkoła podstawowa, biblioteka i poczta.

## Kościół i klasztor cystersów
W 1675 r. podkomorzy brzeski Eustachy Tyszkiewicz zapisał fundację na rzecz klasztoru Cystersów. W 1748 r. ukończono budowę murowanego barokowego kościoła św. Zofii. Po stłumieniu powstania listopadowego władze rosyjskie zlikwidowały klasztor, a w 1840 r. zamieniły go na cerkiew Patriarchatu Moskiewskiego. Świątynia została ponownie konsekrowana pod wezwaniem Podwyższenia Krzyża Świętego.
W 1904 r. proboszcz prawosławnej parafii rozebrał budynek klasztorny. W latach dwudziestych XX w. władze polskie zwróciły kościół katolikom. W kościele znajdował się otoczony ponadlokalnym kultem obraz Matki Bożej Wistyckiej. W trakcie remontu kościoła w 1938 r. został on przewieziony do opactwa cystersów w Szczyrzycu. W 1819 r. przed obrazem modlił się Julian Ursyn Niemcewicz. Po II wojnie światowej władze sowieckie zamknęły kościół. W 1986 r. budynek otrzymała Cerkiew Prawosławna. W 2012 roku splantowano teren wokół kościoła, niszcząc pozostałości klasztoru.

## Dawny pałac
Prawdopodobnie pod koniec XVIII wieku Paweł Jagmin wzniósł tu klasycystyczny pałac zaprojektowany przez Franciszka Jaszczołda. Był to parterowy, w środkowej części piętrowy, z bardzo wysokimi suterenami, wybudowany na planie prostokąta budynek. Po obu stronach (frontowej i ogrodowej) miał duże portyki, każdy z dwiema parami kolumn w wielkim porządku wspierających schodkowe szczyty. Pałac po 1920 roku był całkowicie zdewastowany i niezamieszkany. Po jego rozebraniu część stałego wyposażenia, np. piece zostały przeniesione do Muzeum Narodowego w Warszawie.
Niedaleko rezydencji znajdowała się neobarokowa kaplica grobowa Jagminów.
Zachowały się resztki parku, które w 2000 roku miały powierzchnię około 3 ha. W 2000 roku odremontowano bramę wjazdową do parku.
Majątek w Wistyczach jest opisany w 2. tomie Dziejów rezydencji na dawnych kresach Rzeczypospolitej Romana Aftanazego.